# Роман Кім
Роман Кім (нім. Roman Kim, нар. *11 жовтня 1991 в місті Балхаш, Казахстан) — німецький скрипаль-віртуоз, музичний інтерпретатор та композитор корейського походження.

## Біографія
Походить з музикальної родини, перші уроки на скрипці отримав у віці п'яти років. У сім років він став переможцем обласного конкурсу в Караганді та на національному конкурсі в Алмати.
У 2000 році переїхав з батьками до Москви і поступив до Центральної музичної школи при московській консерваторії. Навчався в класі визначного скрипкового педагога, заслуженої діячки мистецтв РФ професора Галини Турчанінової. Під час навчання в ЦМШ, він брав участь у різних конкурсах і фестивалях. Виступав із сольними концертами в різних містах Росії, Німеччини, Франції, Італії, Австрії, Литви, Словенії, Польщі та Південної Кореї.
У 2001—2008 рр. Роман Кім був стипендіатом фонду Мстислава Ростроповича. В період між 2007 і 2011 роками брав майстер-класи у Максима Венгерова та Мстислава Ростроповича. У 2009 році відвідував майстер-класи Мідорі Гото, Льюїса Каплана, і Гідона Кремера.
Влітку 2008 року в віці 16 років вступив до Кельнської вищої школи музики до класу професора Віктора Третьякова. У Німеччині Роман Кім виступав у Кельнській філармонії (Kölner Philharmonie), філармоніях Дюссельдорфа «Тонгале» (Tonhalle) та Гамбурга «Ляйсгале» (Laeiszhalle), грав разом з Кельнським молодіжним філармонічним оркестром, Молодіжним філармонічний оркестром Південної Вестфалії та оркестром радіо WDR.

## Репертуар та манера виконання
Грає класичний скрипковий репертуар, насамперед технічно найскладніші твори, таких композиторів як — Нікколо Паганіні, Ежен Ізаї, Антоніо Бадзіні, Каміль Сен-Санс, Еміль Соре, Йоганн Бах, Бетховен, Петро Чайковський та власні композиції.
- Грає на скрипці дому Гварнері, наданою йому Німецьким фондом музичного життя (Deutsche Stiftung Musikleben, Гамбург)

## Конкурси
- 2002 — перша премія International Russian Rotary Children's Music Competition (Москва, Росія)
- 2011 — третє місце на Міжнародному музичному конкурсі в Кельні (Німеччина)
- 2012 — перша премія 28-го Міжнародного музичного конкурсу Valsesia Musica (Варалло, Італія)